# Miles (nome)
Miles  è un nome proprio di persona inglese maschile.

## Varianti
- Maschili: Myles[2][1], Milo[2][1]

## Origine e diffusione
Deriva dal nome germanico Milo, la cui etimologia non è certa; potrebbe forse essere ricollegabile alla radice slava mil o milu ("generoso", "cortese", "amato", "caro"), la stessa da cui derivano diversi nomi dell'onomastica slava. Alternativamente, potrebbe anche essere stato un ipocoristico di altri nomi contenenti l'elemento germanico amal ("lavoro"), come Amalrico.
Il nome venne portato in Gran Bretagna, nella forma Miles, dai Normanni nell'XI secolo, e fin dal principio venne associato per etimologia popolare al vocabolo latino miles ("soldato"); inoltre, in Scozia venne usato per trasporre in inglese il nome celtico Maoilios e similmente, in Irlanda, per rendere il nome Maol Mhuire. 
La forma Milo appare in documenti ufficiali inglesi durante il Medioevo (anche se, probabilmente, gli uomini citati in tali scritti si chiamavano in realtà Miles); essa è stata ripresa a fianco di Miles a partire dal XVIII-XIX secolo, anche se forse queste occorrenze sono da ricondurre a Milo, la forma latina del nome greco Milone. Va notato che questa variante coincide con Milo, un nome italiano di diversa origine.

## Onomastico
Il nome è adespota, ossia privo di santo patrono; l'onomastico si può festeggiare eventualmente il 1º novembre, in occasione di Ognissanti, oppure in memoria di uno dei beati che portano il nome Milo (vedi Milo (nome)).

## Persone

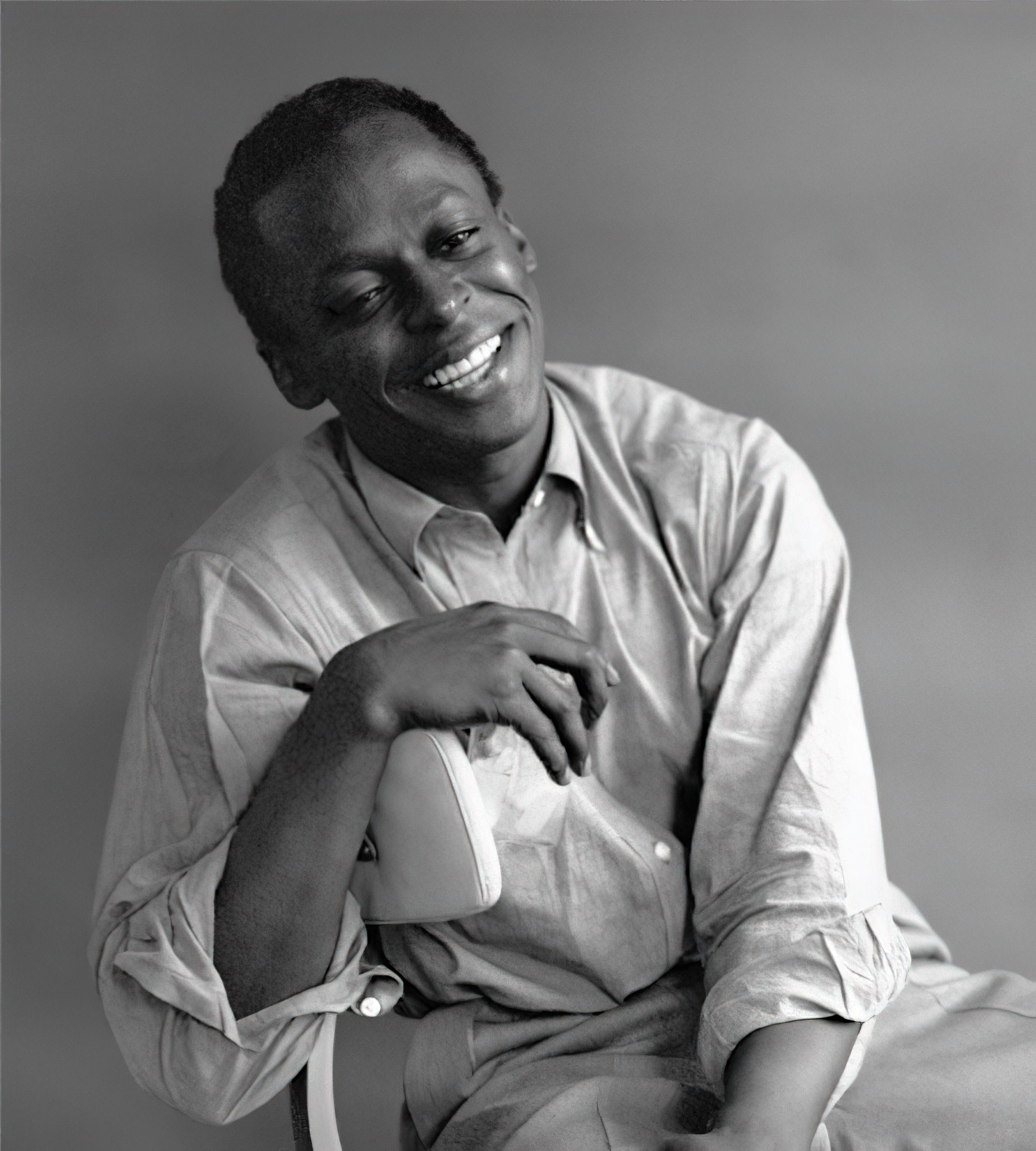
Miles Davis

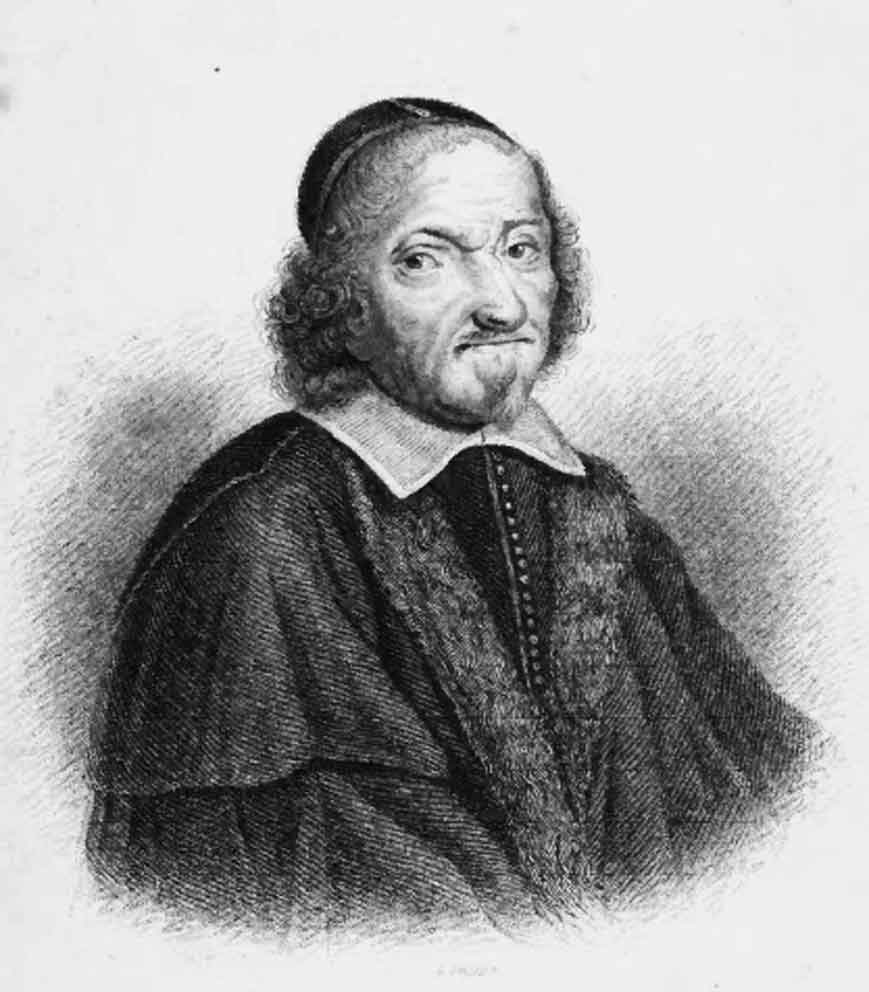
Myles Coverdale

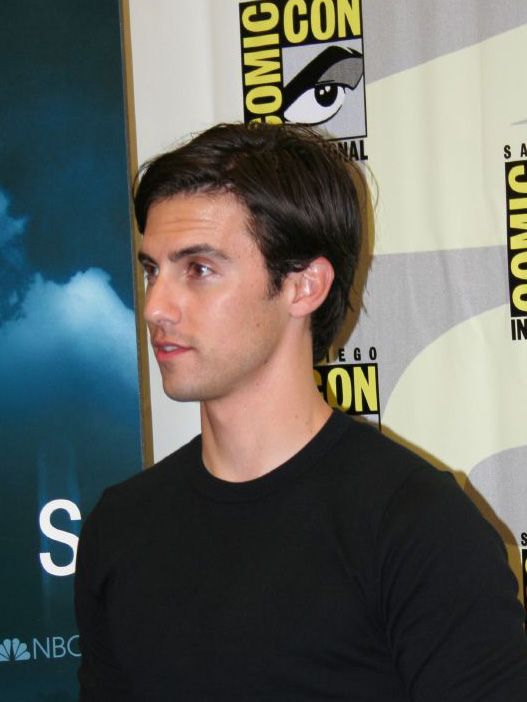
Milo Ventimiglia

- Miles Austin, giocatore di football americano statunitense
- Miles Joseph Berkeley, botanico e micologo britannico
- Miles Davis, compositore e trombettista statunitense
- Miles Dempsey, generale britannico
- Miles de Noyers, condottiero francese
- Miles Heizer, attore statunitense
- Miles Kane, cantante britannico
- Miles Stapleton-Fitzalan-Howard, nobile e militare britannico
- Miles Teller, attore statunitense

### Variante Myles
- Myles Coverdale, religioso britannico
- Myles Ferguson, attore canadese
- Myles Jeffrey, attore e doppiatore statunitense
- Myles Kennedy, cantautore e chitarrista statunitense
- Myles McKay, cestista statunitense
- Myles Turner, primo guardaparco del parco nazionale del Serengeti

### Variante Milo
- Milo Aukerman, cantautore e biochimico statunitense
- Milo Komenich, cestista statunitense
- Milo Manheim, attore statunitense
- Milo Twomey, attore, doppiatore e conduttore radiofonico britannico
- Milo Ventimiglia, attore statunitense

## Il nome nelle arti
- Miles Edgeworth è un personaggio della serie di videogiochi Ace Attorney.
- Miles Morales è un personaggio dei fumetti Marvel Comics.
- Miles O'Brien è un personaggio della serie Star Trek.
- Miles "Tails" Prower è un personaggio della serie Sonic the Hedgehog.
- Miles Straume è un personaggio della serie televisiva Lost.
- Miles Vorkosigan è un personaggio dei romanzi del Ciclo dei Vor, scritti da Lois McMaster Bujold.
- Miles Dyson è un personaggio del franchise Terminator
- Milo Rambaldi è un personaggio della serie televisiva Alias.
- Milo Tatch è un personaggio del film di animazione Disney del 2001 Atlantis - L'impero perduto.